# Regio III Isis et Serapis
La Regio III Isis et Serapis era la terza delle 14 regioni di Roma augustea classificata poi nei Cataloghi regionari della metà del IV secolo. Prese il nome dal tempio di Iside e Serapide di Via Labicana.
Confinava a ovest con la Regio IV Templum Pacis, a est con la Regio V Esquiliae e a sud con la Regio II Caelimontium.
I confini della Regio andavano dalla Meta Sudans presso il Colosseo (incluso in questa regione) verso nord, ove il confine corrispondeva al Clivus Suburanus (che saliva verso nordest), quindi si dirigeva a sud lungo Via Merulana e quindi a ovest lungo la già citata Via Labicana; la regione includeva un tratto delle Mura Serviane.

## Topografia
Corrispondeva sostanzialmente al colle Oppio, al centro della città di Roma antica.
I resti archeologici visitabili sono molteplici, in primis il Colosseo.
Alla metà del IV secolo l'ampiezza della Regio era indicata nei Cataloghi regionari in 12.350 piedi romani, pari a 3.656 metri.

## Caratteristiche
La Regio era divisa in 12 vici (rioni), 12 aediculae (edicole), 2.757 insulae (caseggiati), 160 domus (case patrizie), 18 horrea (magazzini), 80 balnea (bagni), 65 laci (fontane) e 16 pistrina (panetterie). L'area era sorvegliata da 2 curatores e da 48 vicomagistri.

## Principali monumenti pubblici

L'anfiteatro Flavio

I principali monumenti della regione erano:
- l'anfiteatro Flavio
- i Castra Misenatium
- la Cisterna delle Sette Sale
- la Domus Aurea
- il Ludus Magnus
- il portico di Livia
- il tempio di Iside e Serapide
- le terme di Tito
- le terme di Traiano